# Monasterio de Valaam
El monasterio de Valaam (del ruso: Валаамский Спасо-Преображенский монастырь) es un monasterio ortodoxo localizado en la isla de Valaam, en el extremo norte del lago Ládoga, en la república de Karelia, Rusia. Actualmente el monasterio cuenta con 168 monjes. 

## Historia

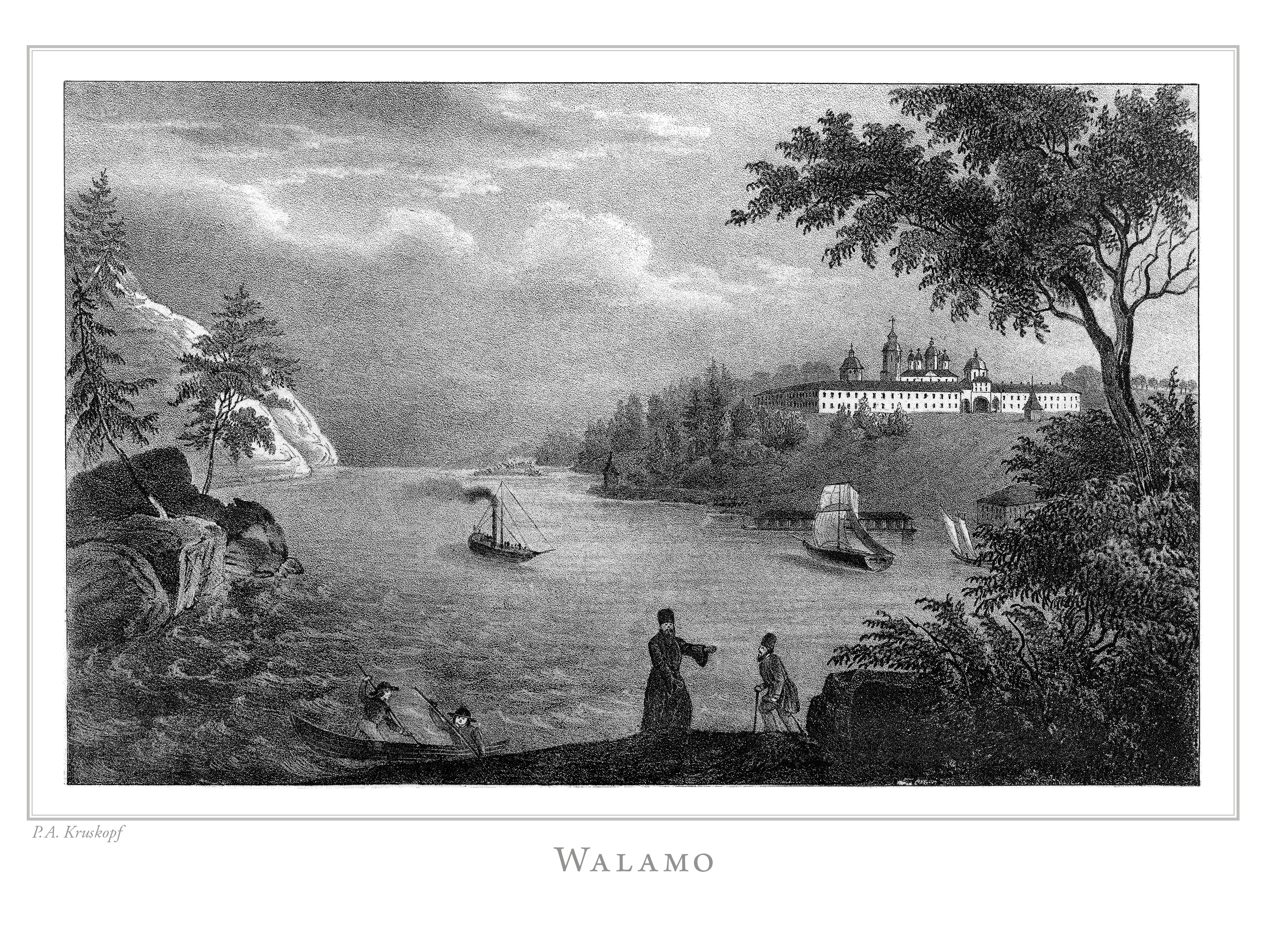
Ilustración en Finland framstäldt i teckningar editada por Zacharias Topelius y publicada 1845–1852.

No está clara la fecha de fundación del monasterio. Como el claustro no se menciona en documentos anteriores al siglo XVI, se han propuesto fechas entre los siglos X y XV. Según la tradición, el monasterio se fundó en el siglo X por los monjes griegos Herman y Sergio de Valaam, cuyas reliquias se encuentran en la Catedral de la Transfiguración. Heikki Kirkinen se inclina por la fundación del monasterio en el siglo XII. Historiadores contemporáneos consideran esta fecha demasiado temprana. Según el consenso actual, el monasterio se habría fundado a finales del siglo XIV.  John H. Lind y Michael C. Paul datan la fundación entre 1389 y 1393, basándose en varias fuentes, incluido el "Tale of the Valaamo Monastery," un manuscrito del siglo XVI, que concede la fundación a la época del gobierno del arzobispo Juan II de Novgorod.

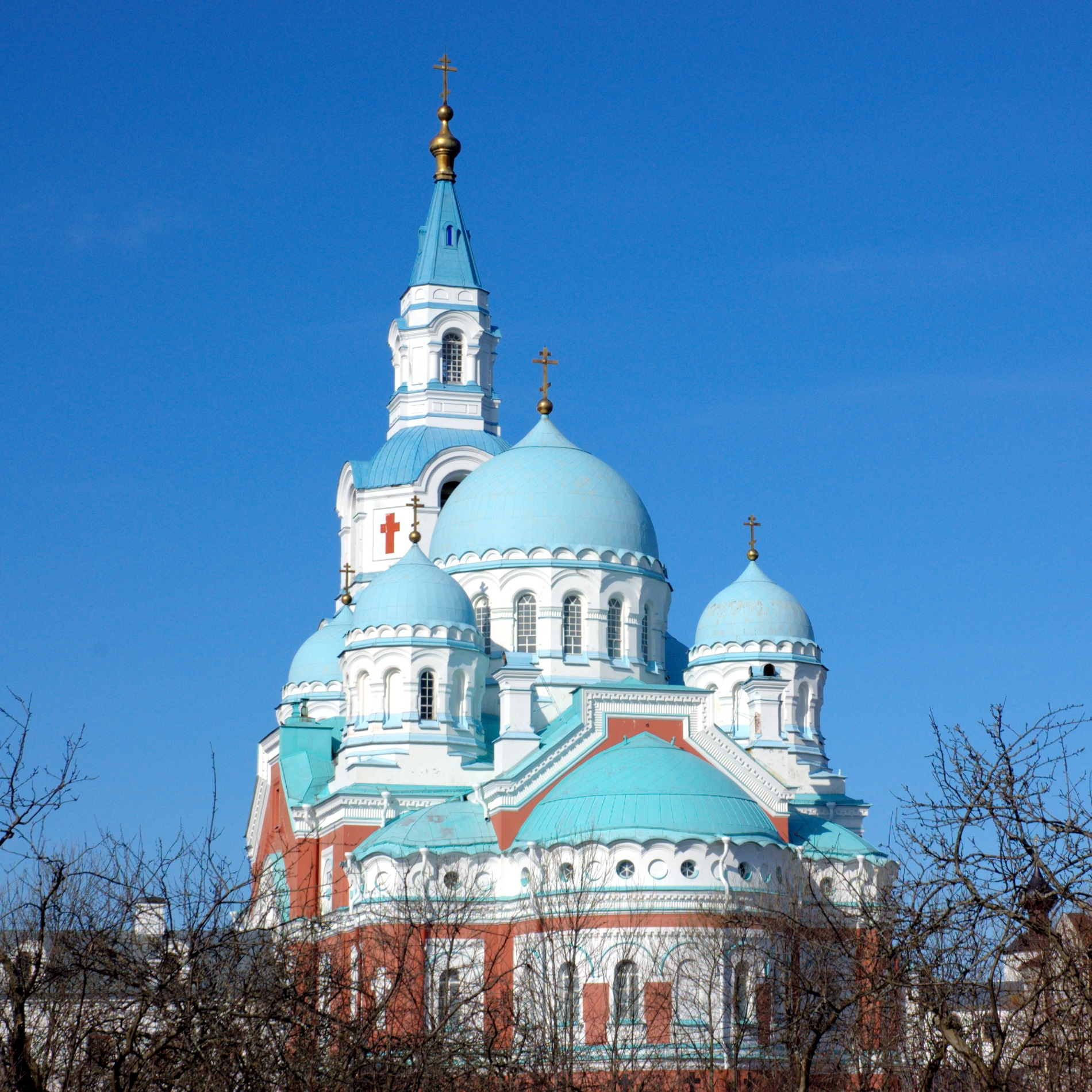
Vista del katholikon del monasterio
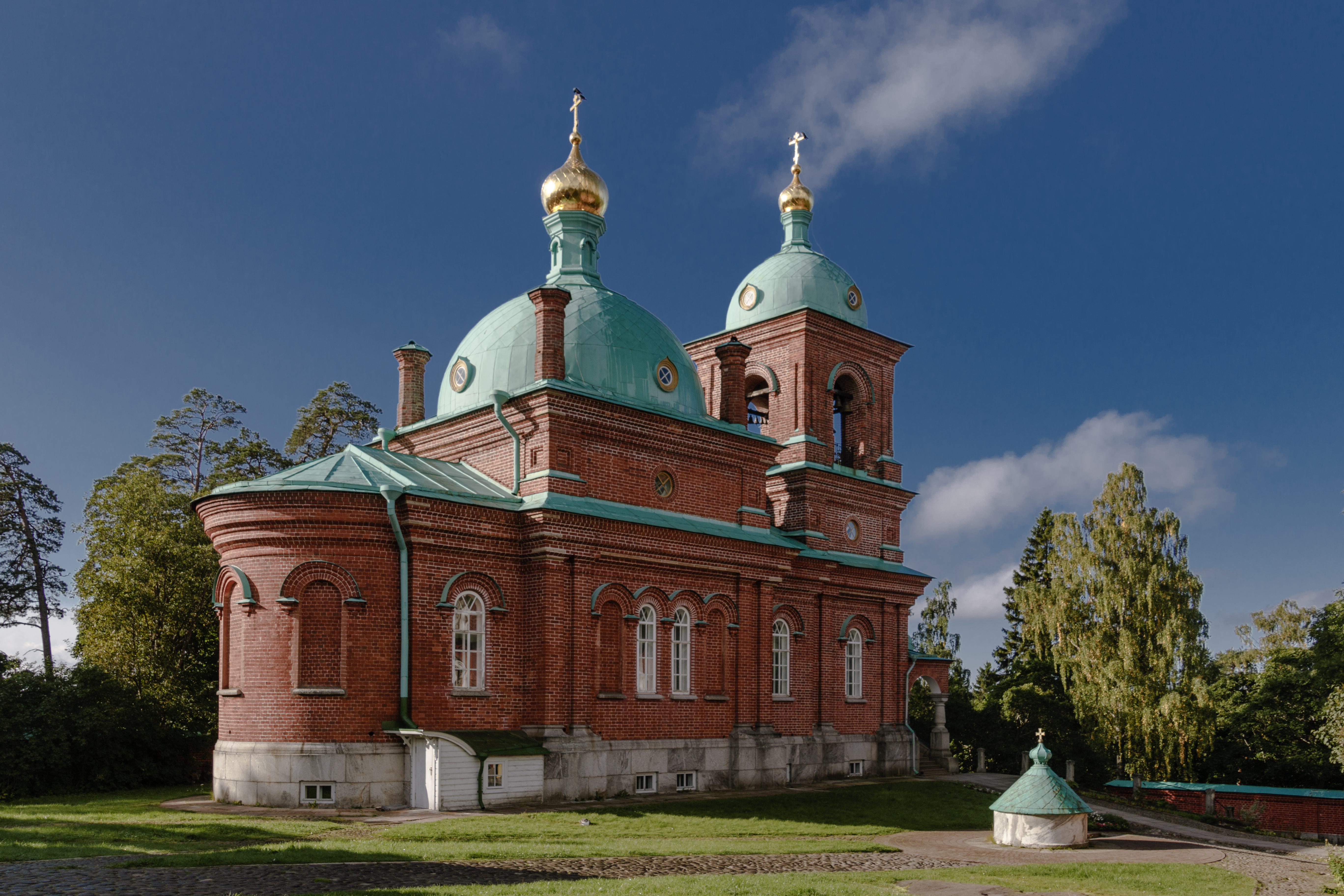
Skete de Voskresensky
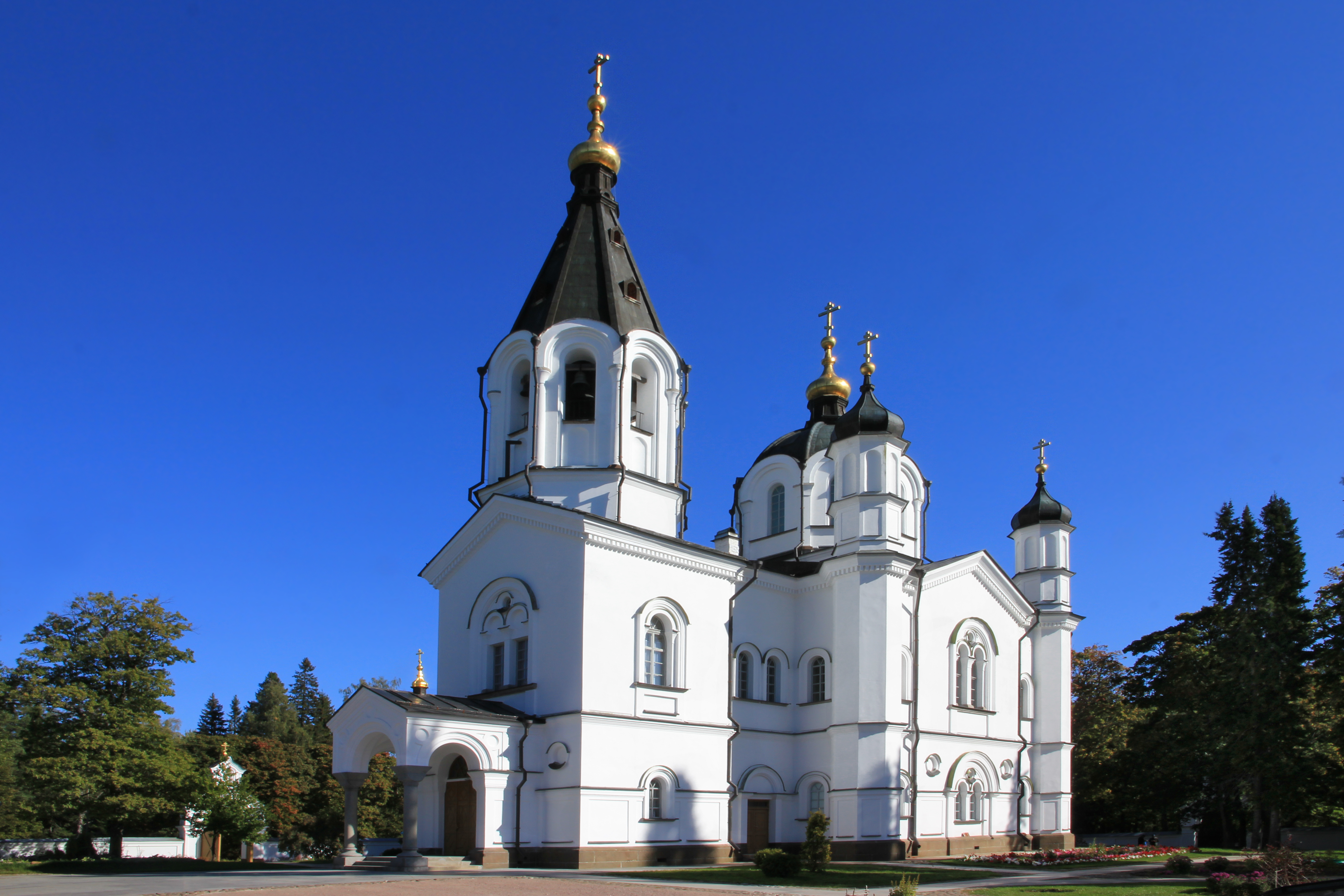
Skete de Todos los Santos
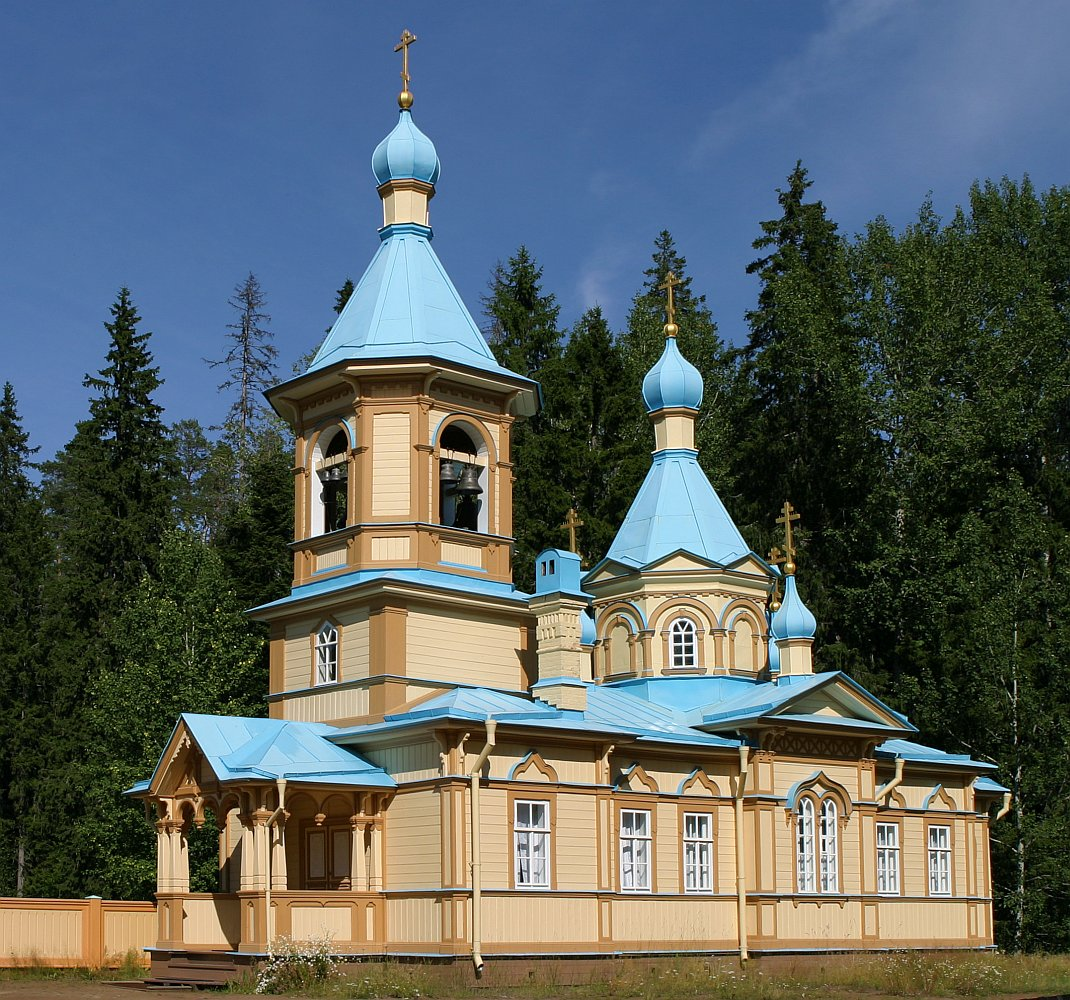
Skete de Gefsimanskiy
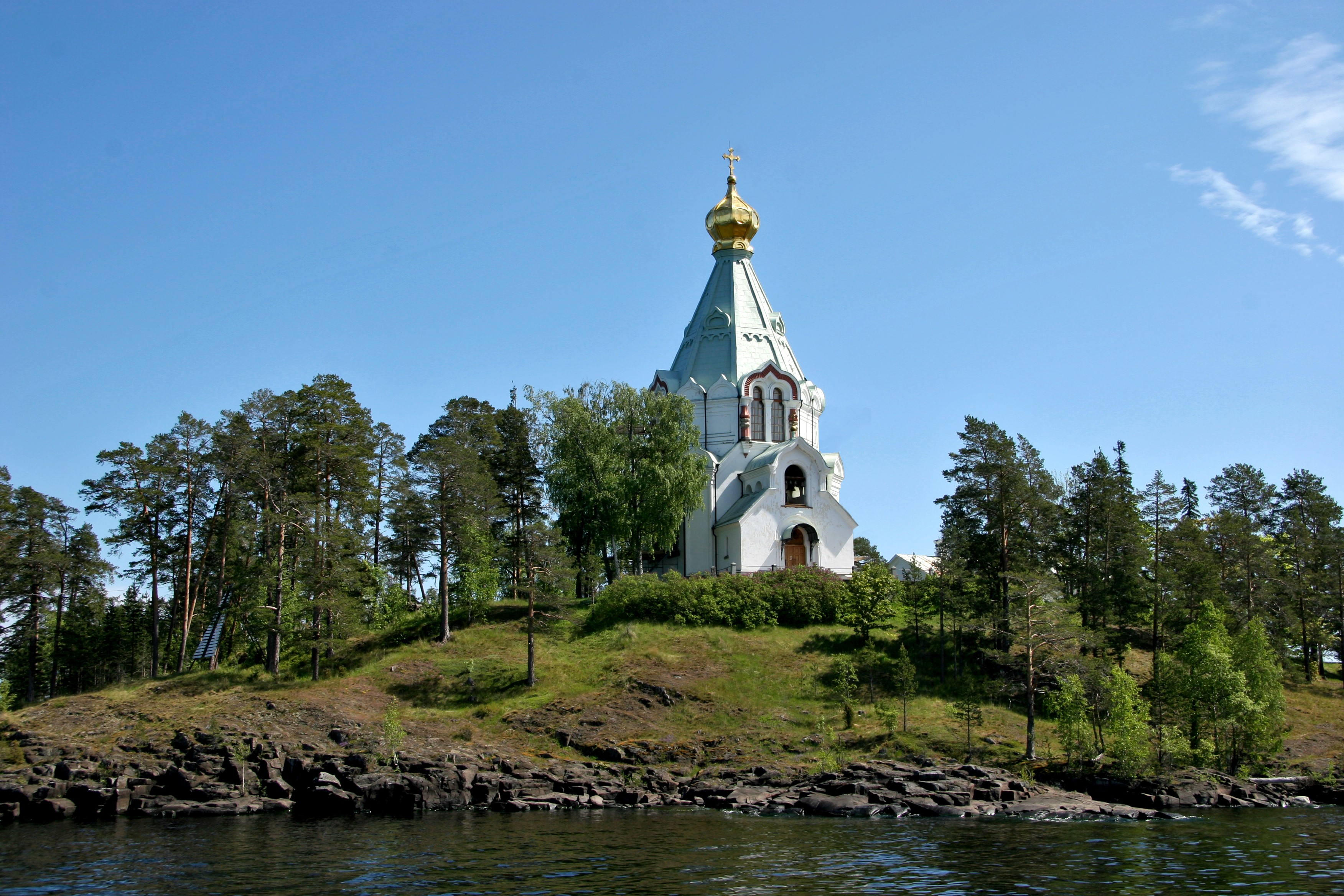
Skete de Nicolás
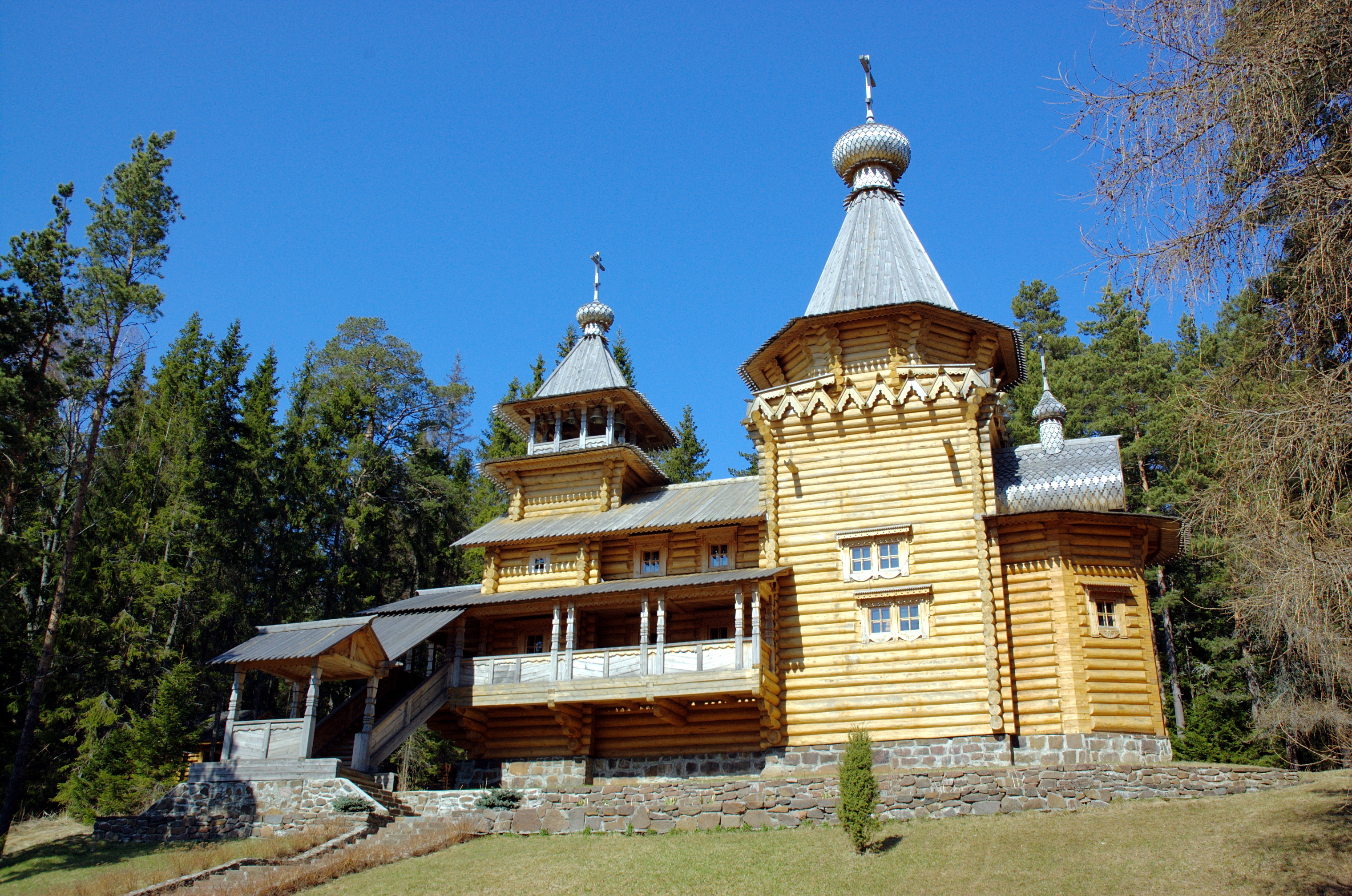
El reconstruido skete del Profeta San Elías en la isla de Lembos, aprox. 10 km al este del monasterio principal
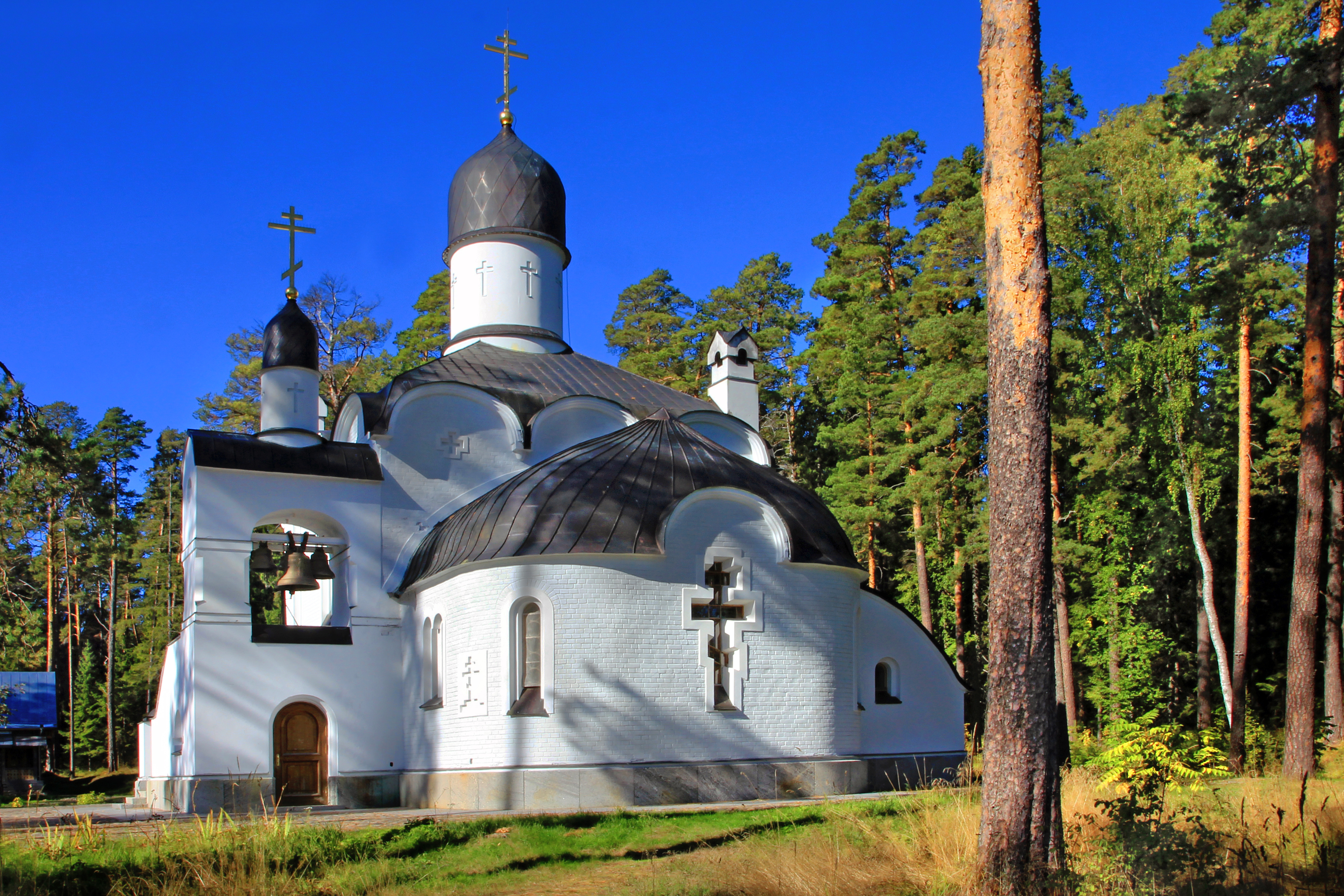
Skete de Smolensk